# Propergol composite à perchlorate d'ammonium

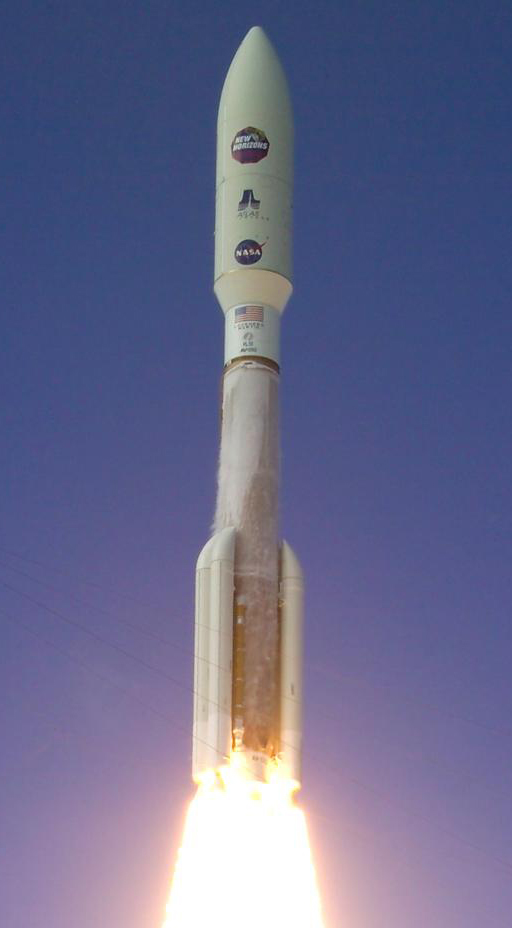
Lancement de la sonde New Horizons le 19/01/2006 par une fusée Atlas équipée de propulseurs d'appoint au PCPA.
Propulseurs d'appoint : PCPA
- Impulsion spécifique : 275 s
- Poussée : 1270 kN par propulseur
- Durée : 94 s
1er étage : LOX / RP-1
- Impulsion spécifique : 311 s
- Poussée : 4152 kN
- Durée : 253 s
2^{ème} étage : LOX / LH2
- Impulsion spécifique : 451 s
- Poussée : 99.2 kN
- Durée : 842 s

On appelle propergol composite à perchlorate d'ammonium, ou PCPA, un matériau constitué d'une matrice macromoléculaire en polymère combustible comme liant, chargée de perchlorate d'ammonium NH4ClO4 comme oxydant, et d'aluminium pulvérulent comme combustible. Le polymère est généralement à base de polybutadiène hydroxytéléchélique (PBHT), mais peut également être constitué de terpolymère polybutadiène – acide acrylique – acrylonitrile (PBAN).

## Utilisations
Il s'agit d'un propergol composite très largement utilisé en astronautique dans les propulseurs d'appoint au décollage des lanceurs spatiaux tels qu'Ariane 5, ou dans les rétrofusées de sondes spatiales telles que Mars Exploration Rover. Le PCPA se présente sous forme de blocs moulés dans le corps des propulseurs avec une géométrie rigoureusement définie en fonction de la courbe de poussée désirée.
Les performances intrinsèques d'un propergol solide sont toujours inférieures à celles d'un propergol liquide, mais les poussées obtenues par les accélérateurs à propergol solide peuvent être largement supérieures pendant les quelques minutes nécessaires au décollage pour imprimer au lanceur la vitesse qui lui permettra de s'affranchir de la force de gravité terrestre à l'aide de ses seuls étages à propergol liquide. On utilise donc les propergols composites à perchlorate d'ammonium dans les applications pour lesquelles on recherche avant tout puissance, simplicité et fiabilité, moyennant une impulsion spécifique ne dépassant pas 260 s.

## Compositions

### Liant
Le liant d'un propergol composite doit remplir plusieurs conditions :
- il doit être liquide pendant le mélange des constituants du propergol
- il doit être chimiquement compatible avec l'oxydant
- il doit pouvoir absorber des taux de charge très importants
- il doit présenter une élasticité propre à garantir la cohésion du bloc lors de la mise à feu et pendant la combustion.

Les liants traditionnels des propergols composites sont faits à hauteur de 70 à 80 % d'un pré-polymère qui leur confère l'essentiel de leurs propriétés à travers la nature de ses résidus polymérisés (butadiène H2C=CH–CH=CH2 ou acrylonitrile H2C=CH–C≡N, par exemple) ou de l'extrémité de ses chaînes (hydroxyle –OH, par exemple). Les chaînes elles-mêmes sont constituées de monomères organiques (à base de carbone, d'azote, d'oxygène et d'hydrogène) répétés plusieurs dizaines de fois. On n'y trouve pas d'atomes lourds (notamment pas de silicium, ce qui exclut les polysiloxanes) car les produits de combustion doivent être aussi légers que possible afin d'optimiser la vitesse d'éjection des gaz de combustion, et donc la poussée obtenue.
Un agent de réticulation donne sa cohérence au pré-polymère en assurant les liaisons entre chaînes macromoléculaires, tandis qu'un plastifiant est utilisé pour faciliter la mise en forme du bloc de propergol. L'ensemble constitue le liant, qui représente typiquement 10 à 15 % de la masse du propergol composite.

#### Pré-polymère
Le polybutadiène hydroxytéléchélique HO[–H2C–CH=CH–CH2]p–OH (PBHT) est le pré-polymère aujourd'hui le plus fréquent dans les PCPA les plus performants. C'est celui qui est notamment utilisé dans les étages accélérateurs à poudre d'Ariane 5.
Le terpolymère poly (butadiène –[H2C–CH=CH–CH2–]p acide acrylique –[H2C–C=COO–]p acrylonitrile –[H2C–CH(C≡N)–]p ) (PBAN), moins toxique que le PBHT, était plutôt utilisé dans les décennies 1970 et 1980 pour la conception des propulseurs d'appoint des lanceurs Titan III et des navettes spatiales de la National Aeronautics and Space Administration
L'intérêt du PBHT par rapport au PBAN est d'être réticulable à température ambiante avec des isocyanates, l'inconvénient étant la toxicité de ces isocyanates.

#### Agent de réticulation
On utilise souvent un triol comme réticulant avec des diisocyanates afin de former des ponts uréthanne –NH–COO– avec les hydroxyles terminaux du PBHT. Les triols assurent la réticulation tridimensionnelle tandis que les diisocyanates jouent le rôle d'extenseurs de chaîne. La formation du pont uréthanne entre isocyanates R1–N=C=O et alcools HO–R2 s'effectue selon la réaction :
R1–N=C=O + HO–R2 → R1–NH–COO–R2
Ces ponts se forment entre le polybutadiène et le diisocyanate ainsi qu’entre le diisocyanate et le triol. Le taux de réticulation conditionne les propriétés mécaniques du propergol. Il doit garantir un allongement et une résistance aux contraintes suffisants.

#### Plastifiant
Outre un réticulant, les propergols solides contiennent aussi un plastifiant, dont la fonction est de réduire la viscosité de la pâte pour en faciliter la mise en œuvre. C'est en général une huile non réactive vis-à-vis du polymère qu'elle est chargée de diluer afin de limiter les interactions non covalentes entre chaînes aussi bien à l'état liquide qu'une fois réticulé.

### Oxydant
Le perchlorate d'ammonium NH4ClO4 est par définition l'oxydant des PCPA. Il en représente typiquement 60 à 70 % de la masse.
Il peut éventuellement être « dopé » à la nitroglycérine, à l'hexogène (RDX) et/ou à l'octogène (HMX) afin d'atteindre des impulsions spécifiques de l'ordre de 275 s, mais au prix de risques explosifs accrus qui limitent l'usage de ces oxydants énergétiques : la fiabilité et la sécurité sont deux qualités essentielles recherchées avec un propergol composite.

### Combustible
Le combustible est une poudre métallique, le plus souvent d'aluminium, parfois de magnésium. L'aluminium est de loin le plus performant dans les PCPA. Il en représente typiquement 15 à 20 % de la masse.

### Catalyseur de combustion
On ajoute souvent une pincée d'oxyde ferrique Fe2O3, d'oxyde cuivrique CuO, de dioxyde de manganèse MnO2 ou de dichromate de cuivre CuCr2O7 (moins de 0,1 % de la masse du propergol) comme catalyseur de combustion, dont le rôle est de :
- favoriser la décomposition de l'oxydant et du combustible
- favoriser la réaction en phase gazeuse dans la zone de combustion
- favoriser les échanges thermiques à la surface du bloc de propergol

On utilise aussi des dérivés liquides de fer ou de bore, qui jouent également le rôle de plastifiant, ce qui évite de trop charger le liant en matières solides.

### Régulateur de combustion
On emploie également des ralentisseurs de combustion qui servent à moduler la pression — et donc la poussée — au cours de la combustion du bloc. Les sels alcalins ou alcalino-terreux affectent la cinétique de décomposition du perchlorate d'ammonium, et ce à faible concentration (de 1 à 2 % de la masse du propergol), mais ils sont inefficaces sur les poudres chargées d'aluminium. On peut dans ce cas utiliser un refroidissant qui réduit la température de combustion du propergol, et donc la poussée produite, en réduisant l'enthalpie de combustion ou bien en diluant les gaz de combustion dans l'azote : c'est le cas du nitrate d'ammonium NH4NO3 et de la nitroguanidine H2N–C(=NH)–NH–N+OO–.

## Mise en œuvre

### Systèmes à propergols solides
Contrairement aux systèmes à propergol liquide, la poussée d'un moteur-fusée à propergol solide ne peut être contrôlée en temps réel, mais résulte au contraire des caractéristiques géométriques et structurelles du bloc de propergol coulé dans la fusée. Il est notamment impossible d'arrêter la combustion d'un propergol solide une fois qu'elle a commencé. Par conséquent, la courbe de poussée doit être déterminée à l'avance et, en quelque sorte, « programmée » dans le bloc de propergol solide lui-même. C'est en effet la surface de combustion qui détermine la poussée, à travers le débit massique de propergol et la vitesse d'éjection des gaz d'échappement :
{\displaystyle F_{prop}=v_{e}\cdot {\dot {m}}\,},
avec :
- Fprop la force de poussée du propergol, exprimée en newtons
- ve la vitesse d'éjection des gaz d'échappement, mesurée en mètres par seconde
- {\displaystyle {\dot {m}}\,} le débit massique d'éjection des gaz d'échappement, mesuré en kilogrammes par seconde

La vitesse d'éjection peut être modulée par la pression dans la chambre de combustion, et donc notamment par la température de combustion, tandis que le débit massique peut être modulé par la vitesse de combustion (elle-même modulée par la composition du bloc de propergol au niveau de la surface de combustion) et par la surface de combustion elle-même, ajustable à travers la géométrie du bloc de propergol dans la fusée.

### Débit massique et taux de combustion
Le débit massique s'exprime en fonction de la surface de combustion de la façon suivante :
{\displaystyle {\dot {m}}=\rho \cdot S_{\mathrm {c} }\cdot t_{\mathrm {c} }}
avec :
- {\displaystyle {\dot {m}}\,} le débit massique d'éjection des gaz d'échappement, exprimé en kg/s
- ρ la densité du propergol au niveau de la surface de combustion, mesurée en kg/m3
- Sc la surface de combustion, mesurée en m2
- tc le taux de combustion, mesuré en m/s

Par exemple, un profil en étoile donnera une poussée stable sur une plus longue période de temps qu'un profil purement cylindrique :
Le taux de combustion est plus difficile à maîtriser, dépendant d'une série de facteurs assez subtils :
- la composition chimique du propergol, qui peut varier localement
- la taille des particules de charge ajoutées au liant (perchlorate d'ammonium et aluminium)
- la pression dans la chambre de combustion
- les propriétés d'échange thermique du système
- les phénomènes d'érosion du bloc par les gaz de combustion
- la température initiale du bloc

La plupart des réalisations de PCPA ont un taux de combustion compris entre 1 et 3 mm/s à pression atmosphérique, et entre 6 et 12 mm/s à 6 895 kPa ; les PCPA répondent assez bien à la courbe empirique suivante, liant le taux de combustion à la pression dans la chambre de combustion :
{\displaystyle t_{\mathrm {c} }=a\cdot P_{\mathrm {c} }{}^{n}}
avec :
- tc le taux de combustion, exprimé en m/s
- a une constante
- Pc la pression dans la chambre de combustion
- n un exposant constant, généralement compris entre 0,3 et 0,5 pour les PCPA

Cette valeur de n inférieure à 1 indique que les PCPA sont des propergols plutôt sûrs, dont la cinétique de combustion n'aura pas tendance à diverger vers l'infini en cas d'augmentation non maîtrisée de la pression dans la chambre de combustion.

### Exemple desboostersde la navette spatiale
Chaque booster de la navette spatiale américaine contient environ :
- 54,61 t de terpolymère poly (butadiène – acide acrylique – acrylonitrile) (PBAN)
- 8,89 t d'agent de réticulation époxy
- 317,2 t de perchlorate d'ammonium comme oxydant
- 72,58 t d'aluminium comme combustible
- 0,32 t d'oxyde ferrique comme catalyseur de combustion

soit 453,6 t de propergol. Celui-ci est coulé avec une forme en étoile dans la partie supérieure des boosters, prenant petit à petit une forme cylindrique en arrivant au tiers inférieur du booster : la combustion commence au sommet des boosters, la forme en étoile fournissant une poussée élevée au décollage, qui décroît progressivement au cours de l'ascension de la navette.
L'impulsion spécifique est de 242 s au niveau de la mer, et atteint 268,6 s dans le vide.